# Georg Gottfried Marpurg

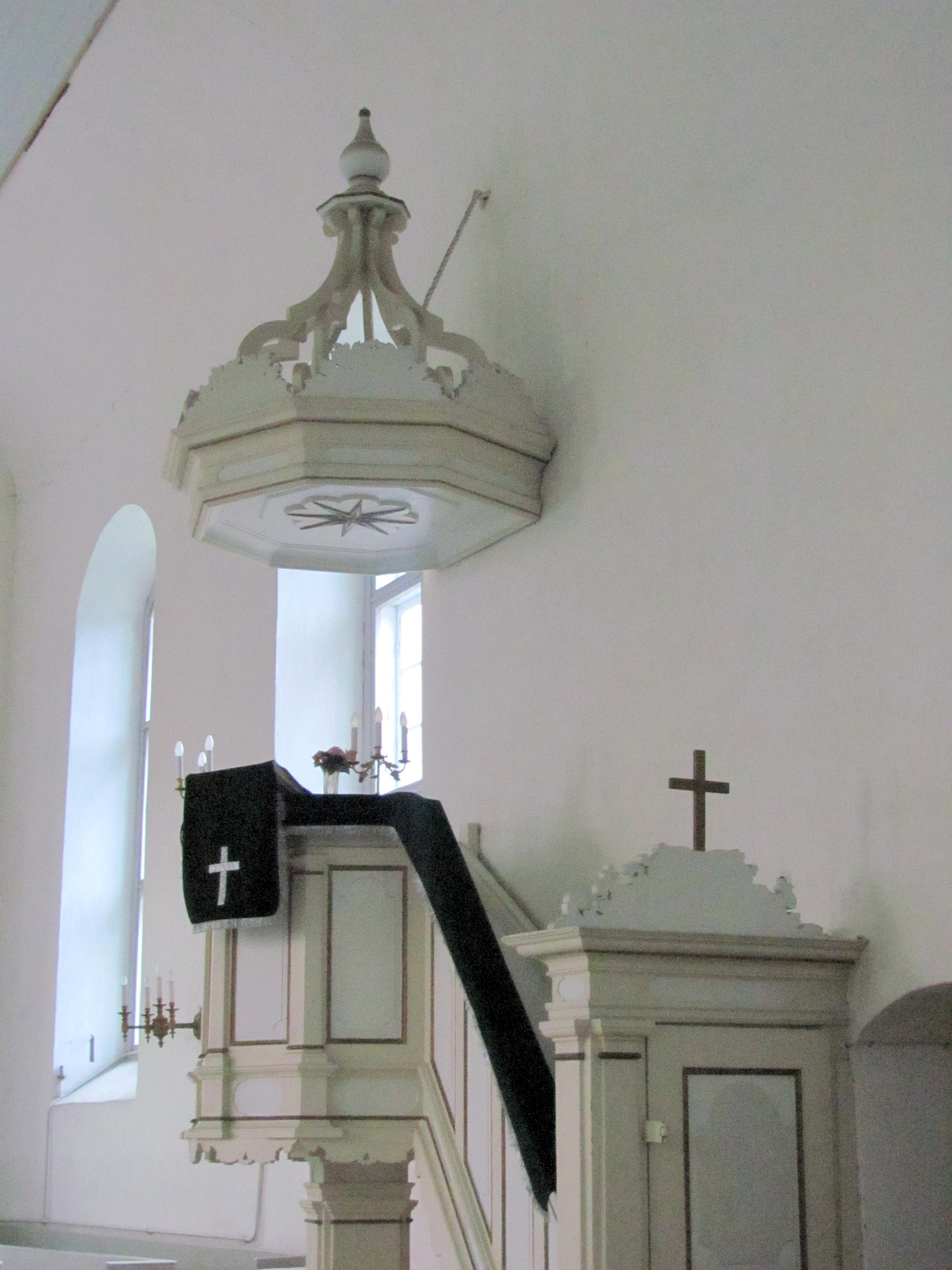
A rõugei templom szószéke

Georg Gottfried Marpurg (Bad Langensalza, 1755. március 6. - Rauge, ma: Rõuge, Észtország, 1835. november 22.) balti német evangélikus lelkész, író

## Élete
Apja kereskedő volt. 1773 és 1777 közt a Lipcsei Egyetemen teológiát tanult, majd Rigába ment magántanárnak. 1780-tól Tartuban volt, 1782 és 1811 közt Vastseliinában, majd haláláig Rõugében volt lelkész.
Feltehetőleg az első volt, aki észt nyelven, egy 1802-ben megjelent népkönyvben bemutatta a heliocentrikus világképet (azaz a Napot ábrázolta a Naprendszer középpontjaként). Dél-észt nyelven írt többi munkájával a korai észt világi próza egyik alapítójának számít. Később pietista hatás alá került, többek közt Juliane von Krüdenerrel való kapcsolata révén, s alig publikált több világi tárgyú könyvet.
Észt nyelvű munkáinak teljes mutatója rövid életrajzával az Eestikeelne raamat 1525-1850. (2000) című kötetben jelent meg. Itt tizenhárom olyan írást sorolnak fel, amelyeknek vagy ő volt a szerzője vagy amelyekben társszerzőként vett részt.

## Válogatott munkái
- Kristlik Oppetusse-Ramat, Grenzius, Tartu 1793.
- Ma-rahwa Laste-Kaswatamissest, Grenzius, Tartu 1799.
- Eesti-Ma-Rahwa Kalender, Grenzius, Tartu 1805.
- Weikenne oppetusse nink luggemisse Ramat, Marpurg, Tartu 1805.

## Fordítás
- Ez a szócikk részben vagy egészben  a   Georg Gottfried Marpurg című német Wikipédia-szócikk ezen változatának fordításán alapul.  Az eredeti cikk szerkesztőit annak laptörténete sorolja fel. Ez a jelzés csupán a megfogalmazás eredetét és a szerzői jogokat jelzi, nem szolgál a cikkben szereplő információk forrásmegjelöléseként.